# Матвеевка (Московская область)
Матвеевка — деревня в Луховицком районе Московской области, принадлежит к Газопроводскому сельскому поселению. Также Матвеевка относится и к более мелкому административному образованию внутри Луховицкого района — Носовскому сельскому округу. С 1930-х годов относилась к Астаповскому сельскому совету.
По данным 2006 года в деревне проживает 20 человек. Сама деревня находится в юго-восточной части Луховицкого района практически на границе с Рязанской областью. Ближайшие населённые пункты к деревне: Астапово — 1 км и Носово-1 — 2 км.
В списках населённых мест от 1859 года Матвеевка упоминается как владельческое сельцо. Местоположение показано как "при колодце" и "По левую сторону Рязанской большой дороги".  На тот момент там числилось 36 дворов, в которых проживало мужчин - 106, женщин - 105. Расстояние от центра уезда 29 км. Церковь находилась в селе Ильинское рядом с которой располагается ныне действующее кладбище. Рязанская большая дорога проходила из Москвы в Рязань через Зарайск, а в районе сельца Матвеевки через село Ильинское.
Приблизительно до 30-х годов сельцо Матвеевка относится к Булыгинской волости, Зарайского уезда, Рязанской губернии.  
Позже к Луховицкому району, Московской области по постановлению ВЦИК от 12 июля 1929 года список районов и их центров по округам Московской области выглядел по-новому. В Коломенском округе были образован район Луховицкий  (с центром в селе Луховицы). В состав Луховицкого района вошли все земли правобережной (нагорной) части от реки Оки современного городского округа Луховицы. Луховицкий район в то время административно объединял 43 сельских совета. 
        Исторически Луховицким (иногда его называли Луховическим, как ранее именовалась волость). Постановлением президиума Мособлисполкома и Мособлсовета от 8 января 1931 года было принято решение об объединении Луховицкого и Белоомутского районов. Новый район получил название Горкинский (с центром на станции Горки, современный поселок Фруктовая). Вскоре по решению президиума Мособлисполкома и Мособлсовета от 11 мая 1931 года центр района был перенесен на станцию Луховицы, этот поселок был более приспособлен для размещения районных административных учреждений. Объединенный район вновь получил название Луховицкий, и это решение окончательно было утверждено постановлением ВЦИК от 30 августа 1931 года 

## Расположение
- Расстояние от административного центра поселения — посёлка Газопроводск
  - 12,5 км на юго-восток от центра посёлка
  - 16 км по дороге от границы посёлка
- Расстояние от административного центра района — города Луховицы
  - 31 км на юго-восток от центра города
  - 31 км по дороге от границы города